# 67P/Чурюмова — Герасименко
Комета Чурюмова — Герасименко, или официально 67P/Чурюмова — Герасименко (англ. 67P/Churyumov–Gerasimenko) — короткопериодическая комета с периодом обращения примерно 6 лет и 5 месяцев.

## Открытие
Комета Чурюмова — Герасименко была открыта 20 сентября 1969 года советским астрономом Климом Чурюмовым в Киеве на фотопластинках другой кометы — 32P/Комас Сола, снятых Светланой Герасименко в сентябре в Алма-Атинской обсерватории (первый снимок, на котором видна комета, был сделан 11 сентября 1969 года). Он обнаружил ещё одну комету возле края фотоснимка, однако вначале посчитал её фрагментом кометы Комас Сола. При изучении последующих фотоснимков было выяснено, что этот объект двигался по иной траектории и таким образом является самостоятельной кометой.
Индекс 67P означает, что это 67-я открытая короткопериодическая комета.

## История изучения
При расчётах траектории кометы Чурюмова — Герасименко было выявлено, что её орбита менялась. До 1959 года перигелий кометы находился на расстоянии около 2,7 а. е. от Солнца. Затем, в результате гравитационного воздействия Юпитера это расстояние сократилось до 1,29 а. е., каковым и остаётся по сей день.
12 марта 2003 года, в рамках подготовки миссии ЕКА «Розетта», с помощью космического телескопа «Хаббл» были сделаны фотоснимки кометы, по которым было построено её трёхмерное изображение. Были определены размеры ядра кометы — 3×5 км.
Космический аппарат «Розетта» стартовал 2 марта 2004 года. Главной целью миссии является изучение кометы Чурюмова — Герасименко для сбора информации о том, как зарождалась и эволюционировала Солнечная система. «Розетта» достигла кометы летом 2014 года, став первым космическим аппаратом, который вышел на орбиту кометы. Отделившийся от «Розетты» спускаемый аппарат «Филы» совершил посадку 12 ноября 2014 года в 19:05 мск.
Место посадки зонда на «голове» кометы, утверждённое 14 октября 2014 года, получило название «Агилкия» (лат. Agilkia) — по названию острова на Ниле, на который были перенесены культовые древнеегипетские сооружения с острова Филы перед затоплением последнего при строительстве Асуанской плотины.
«Розетта» записала колебания электромагнитного поля кометы, частота которого составляет от 40 до 50 мГц. Преобразованием частоты эти колебания были приведены в звуковой диапазон, который может воспринимать человеческое ухо.
Изначально планировалось, что «Филы» проработают на комете до декабря 2015 года, однако за полгода до этого было принято решение продлить миссию до конца 2016 года.
30 сентября 2016 года космический аппарат «Розетта», спустя 12,5 лет после старта, совершил контролируемый спуск на поверхность кометы.
11 ноября 2021 года комета вновь приблизилась к Земле на 61 миллион километров, что сделало её доступной для наблюдения астрономами-любителями. Следующее сближение кометы с Землёй ожидается в 2214 году.

## Характеристики
Комета имеет пористую структуру и 75-85 % её объёма составляет пустота. Температура на освещённой стороне колеблется между −183 и −143 °C. Поверхность кометы покрыта пылью, под которой находится твёрдая кора из спрессованной пыли и льда. Постоянное магнитное поле на комете отсутствует.
Данные о характеристиках ядра кометы в настоящее время уточняются по результатам экспедиции космического аппарата «Розетта». Ядро имеет неправильную форму, и в первом приближении может быть описано как состоящее из двух скреплённых между собою частей. Размеры этих фрагментов оцениваются как 4,1×3,2×1,3 км (бо́льшая часть) и 2,5×2,5×2,0 км (меньшая часть), объём — в 25 км³. Такая форма связана с происхождением кометы в результате слияния двух других небесных тел. Части кометы образовались по отдельности, после чего столкнулись между собой. По мнению учёных, столкновение произошло при небольшой относительной скорости двух тел — около 1,5 м/с.
В публикациях ЕКА форма ядра кометы сравнивалась с игрушечной резиновой уточкой. По итогам миссии «Розетты» была измерена точная масса кометы: она составляет 9,982×1012 кг (почти 10 миллиардов тонн). Период вращения кометы по состоянию на 13 августа 2015 года составил 12 часов 24 минуты, однако к моменту окончания работы «Розетты» он уменьшился примерно на 21 минуту. Причиной постепенного ускорения вращения, по мнению учёных, является асимметричность сил воздействия, связанных с потоками испаряющегося газа. Ось вращения кометы проходит через узкий перешеек, соединяющий между собой её части и наклонена на 52° к орбите. Вследствие этого северная часть кометы освещается Солнцем дольше (около 5,5 лет), но вблизи афелия, а южная — меньше (меньше года), но вблизи перигелия.
Из-за неравномерного сезонного освещения, полушария кометы заметно отличаются. Южный полюс, который на протяжении большей части орбиты кометы (5,5 лет) находится в состоянии полярной ночи, богат водой и углекислым газом. Однако он теряет довольно много вещества в течение короткого и горячего лета. Большая часть его испаряется, но часть оседает на холодном северном полушарии, которое вследствие этого засыпано пылью, в то время как на юге пыли относительно мало и поверхность относительно более твёрдая.
В 2014 году с помощью «Розетты» специалисты обнаружили на комете молекулы 16 органических соединений, четыре из которых — метилизоцианат, ацетон, пропаналь и ацетамид — ранее на кометах не встречались. В коме кометы помимо ожидаемых воды, угарного и углекислого газов, были обнаружены органические соединения, включая формальдегид и аминокислоту глицин. Также «Розетта» показала наличие полимерных молекул на поверхности кометы, образовавшихся под действием радиации, и отсутствие ароматических соединений. На комете более сотни образований изо льда, который превращается в пар с частицами пыли при приближении кометы к Солнцу. Этот пар выпадает в виде инея на холодной стороне кометы, после чего процесс повторяется после по мере вращения кометы. Возможно также, что вскоре после заката остаточное тепло освобождает воду из недр кометы, после чего она замерзает на поверхности. Кроме того, на комете наблюдались внезапные выбросы газа и пыли, связанные с освещением Солнцем недавно оказавшегося на поверхности льда. Другой возможностью является формирование выбросов в момент, когда тепловой импульс доходит до подповерхностных «карманов» со льдом, что приводит к быстрой сублимации и взрывному высвобождению газа. 
Было исследовано соотношение между тяжёлой и обычной водой в комете: оно более чем в 3,5 раза превышает характерное для Земли. Это ставит под сомнение теорию о том, что вода была принесена на Землю кометами. Также учёные, проанализировав свыше 3 тысяч образцов, захваченных в окрестностях кометы, пришли к выводу, что в коме кометы содержится молекулярный кислород (O2). Этот газ обладает высокой реакционной способностью, что затрудняет объяснение его присутствия. Одним из возможных объяснений является то, что кислород находится в клатратах и высвобождается лишь при сублимации льда в период приближения кометы к Солнцу. Также был обнаружен молекулярный азот (N2). В совокупности это указывает на формирование кометы при очень низких температурах (от 25 до 30 K), характерных для внешних регионов Солнечной Системы (пояса Койпера).
В мае 2015 года учёные обнаружили на комете так называемые балансирующие скалы.
Поверхность кометы разделена на 19 регионов, названных в честь древнеегипетских богов и богинь.